# Ferrocarril de Piria
El Ferrocarril de Piria fue un antiguo ferrocarril de la ciudad de Piriápolis, unía la ciudad homónima con la ciudad de Pan de Azúcar.

## Construcción
En 1908 con motivo de la construcción de la ciudad de Piriápolis y  de su puerto, el empresario Francisco Piria, también impulsor de esta ciudad-balnearia, decide poner en marcha un ramal ferroviario desde el Cerro Pan de Azúcar hasta el puerto de Piriápolis, este tenía el objetivo de trasladar la gran parte de materiales para la construcción de la ciudad.
En 1914, durante la construcción del ramal ferroviario que conectaría el Este de Uruguay con la capital del país, Francisco Piria decide comenzar a explotar el servicio de pasajeros, por lo cual el ramal es extendido hacia la recién creada Estación de Pan de Azúcar de la compañía Ferrocarril Uruguayo del Este, conectándose de tal forma con el ramal ferroviario proveniente de Montevideo y de otras partes del país. De esta manera se vería beneficiado el turismo de la nacida ciudad, recibiendo visitantes no solo de Montevideo, sino de otras ciudades.
En 1948 el ferrocarril es adquirido por el Estado, y recién en 1952 comienza a ser operado por la Administración de Ferrocarriles del Estado, quien en 1959 y pese a las críticas, decide disolverlo.
En 1992 la Asociación de Ferromodelistas de Piriápolis fundó el Museo Ferroviario de Piriápolis destinado a preservar la historia ferroviaria del país y de dicha ciudad.